# Maria od Vtělení Sordini
Caterina Sordini, A.P.S.S, řeholním jménem Maria Magdalena od Vtělení (16. dubna 1770, Porto Santo Stefano – 29. listopadu 1824, Řím) byla italská římskokatolická řeholnice, zakladatelka a členka kongregace Ustavičných ctitelek Nejsvětější Svátosti. Katolická církev ji uctívá jako blahoslavenou.

## Život
Narodila se dne 16. dubna 1770 jako čtvrté z devíti dětí rodičům Lorenzu Sordinimu a Terese Moizzo. Pokřtěna byla dne 18. dubna 1770 jako Caterina Francesca Maria Antonia. Jejími křestními kmotry byli Bartolomeo a Maria Anna Giovine Schiano.
V sedmnácti letech jí její otec zařídil sňatek s námořním obchodníkem Alfonsoem Capecem. Nejprve byla proti tomu, ale později ustoupila přání svého otce. Obchodník, který měl tou dobou odjet do Cařihradu se s ní setkal a zahrnul ji mnohými dary. Jednou, při prohlížení se v zrcadle, v něm uviděla tvář ukřižovaného Ježíše Krista, který na ni promluvil.
Na základě toho se rozhodla pro zasvěcený život. V únoru roku 1788 navštívila klášter III. řádu svatého Františka v Ischia di Castro a ihned se stala jeho členkou. Dne 28. října 1788 přijala řeholní hábit a řeholní jméno Maria Magdalena od Vtělení.
Dne 19. února 1789 upadla do stavu extáze a spatřila, jak popsala, „Ježíše Krista sedícího na trůnu milosti v Nejsvětější svátosti obklopené pannami“. Šlo o vizi založení nové řeholní kongregace. Kolem roku 1799 potkala kněze Giovanniho Antonia Baldeschiho, který se stal jejím duchovním vůdcem. Shromáždila komunitu sester a dne 20. dubna 1802 byla ustanovena jejich abatyší.
Dne 21. listopadu 1803 navštívil její komunitu v Ischia di Castro král Sardinie Karel Emanuel IV. a vedl s ní soukromý rozhovor.
Dne 31. května 1807 se vydala do Říma předložit návrh na stanovy nové kongregace. Papež Pius VII. to schválil a dne 8. července 1807 byla ženská řeholní kongregace Ustavičných ctitelek Nejsvětější Svátosti v bývalém karmelitánském klášteře v Římě, kam se komunita přestěhovala, definitivně založena.
Po invazi Napoleona Bonaparta na italský poloostrov byla spolu s dalšími členkami své kongregace nucena odejít do exilu do Toskánska. Dne 19. března 1814 se po Napoleonově porážce vrátila do Říma, kde se s kongregací usadila v Sant'Anna al Qurinale. Dne 13. února 1818 podepsal papež Pius VII. papežský dekret o založení kongregace.
Dne 12. května 1818 složila spolu se svými společnicemi doživotní řeholní sliby. Od roku 1823 byl duchovním vůdcem kongregace Annibale della Genga, pozdější papež Lev XII. Během jeho pozdějšího pontifikátu se díky jeho přízni mohla kongregace rozrůstat.
Zemřela dne 29. listopadu 1824 v Sant'Anna al Qurinale v Římě, kde byla také pohřbena. Roku 1839 byly její ostatky přeneseny do kostela Santa Maria Maddalena v Římě, kde byly několikrát exhumovány.

## Úcta
Její beatifikační proces započal dne 11. září 1980. Dne 24. dubna 2001 ji papež sv. Jan Pavel II. podepsáním dekretu o jejích hrdinských ctnostech prohlásil za ctihodnou. Dne 17. prosince 2007 byl uznán zázrak na její přímluvu, potřebný pro její blahořečení.
Blahořečena pak byla dne 3. května 2008 v Lateránské bazilice v Římě. Obřadu předsedal jménem papeže Benedikta XVI. kardinál José Saraiva Martins.
Její památka je připomínána 29. dubna. Bývá zobrazována v řeholním oděvu. Je patronkou jí založené kongregace.